# オーレリア・デ・ソウザ
オーレリア・デ・ソウザとして知られる オーレリア・マルティンス・デ・ソウザ（Maria Aurélia Martins de Sousa、1866年6月13日 - 1922年5月26日）はポルトガルの画家である。

## 略歴
チリ中部のバルパライソでポルトガルからの移民の家族の娘として生まれた。家族はブラジルやチリで働き、資産を得て、オーレリアが3歳になった1869年にポルトガルに帰国し、ポルトに住んだ。ポルトで、後に画家になる妹のスフィーア・マルティンス・デ・ソウザ(Sofia Martins de Sousa: 1870–1960)が生まれた。父親は Quinta de China に邸を買ったが、1874年に亡くなり、母親は再婚した。
16歳からCaetano Moreira da Costa Limaという画家のもとで学び始め、1893年にポルトの美術学校に入学し、ジョアン・マルケス・デ・オリベイラ(João Marques de Oliveira: 1853-1927)に学び、マルケス・デ・オリベイラから強い影響を受けた 。資産家と結婚した姉の支援で1898年にはパリに移り、アカデミー・ジュリアンに入学し、ジャン＝ポール・ローランスやジャン＝ジョセフ・バンジャマン＝コンスタンに学んだ。1900年には妹のスフィーアもパリに移ってきて、アカデミー・ジュリアンに入学した。1902年にポルトガルに戻る前に、姉妹でベルギー、ドイツ、イタリア、スペインを旅し、多くの美術館を訪ね、'オーレリアはフランドルの絵画に影響を受けた。
ポルトガルに戻った後はリスボンの国立美術協会(Sociedade Nacional de Belas Artes)の定期展覧会などに作品を出展した。代表作はポルトのソアレス・ドス ・レイス国立美術館に収蔵されている自画像などである。
55歳でポルトで死去した。

## 作品

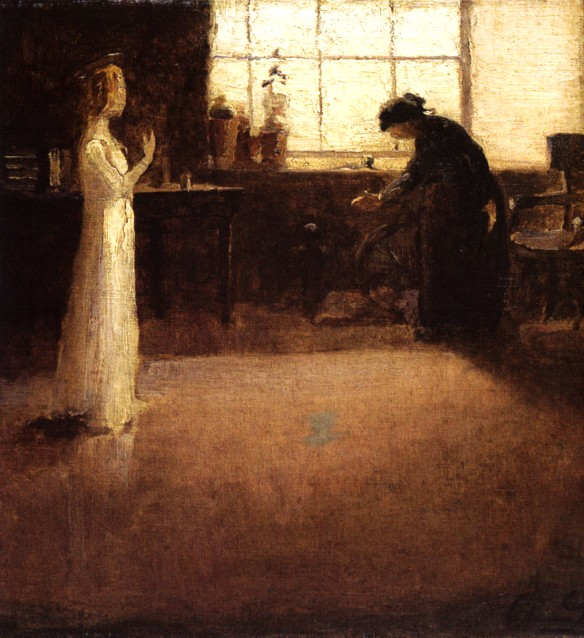
Visitation (1893)
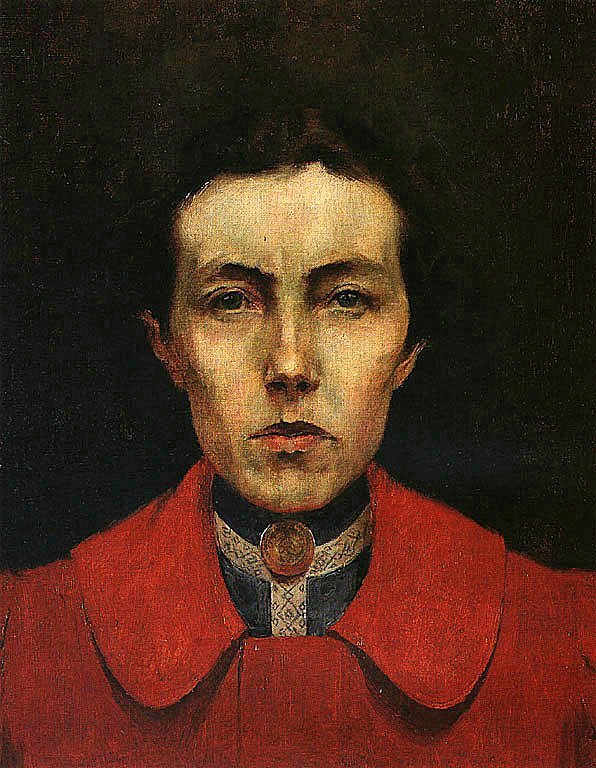
自画像 (1900)
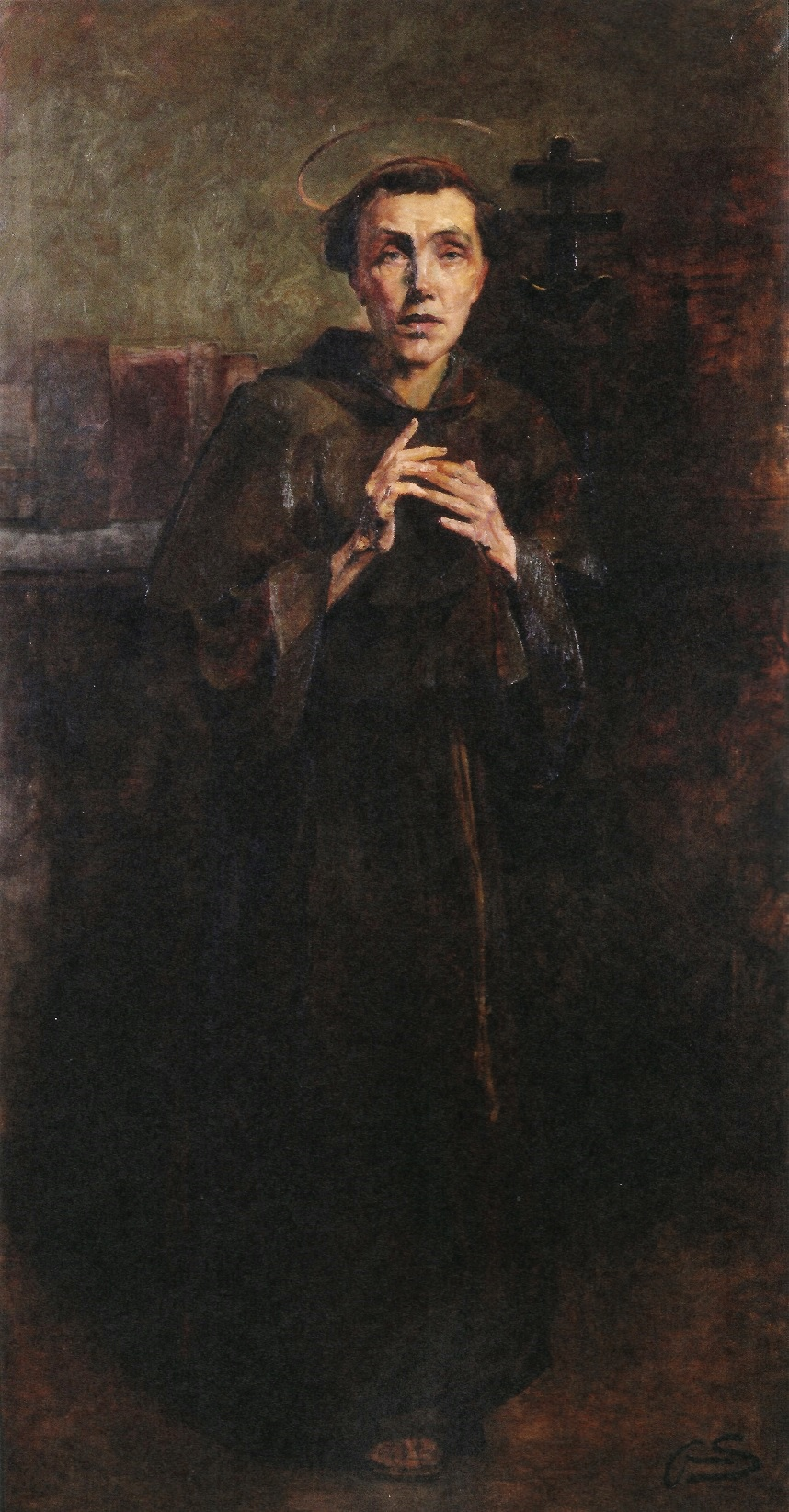
パドヴァのアントニオ(1902)
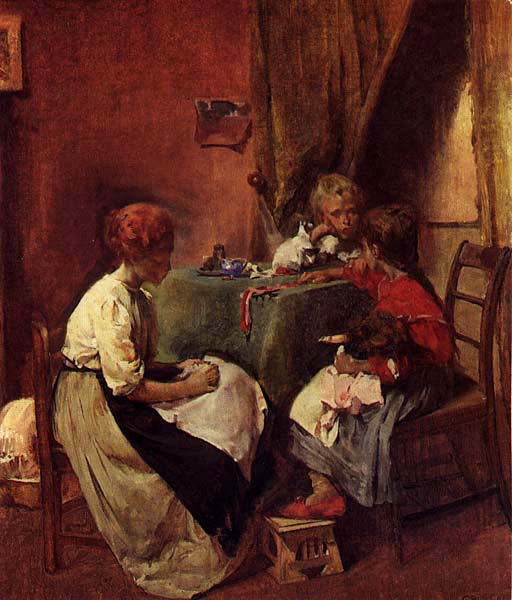
家族の情景 (1911)
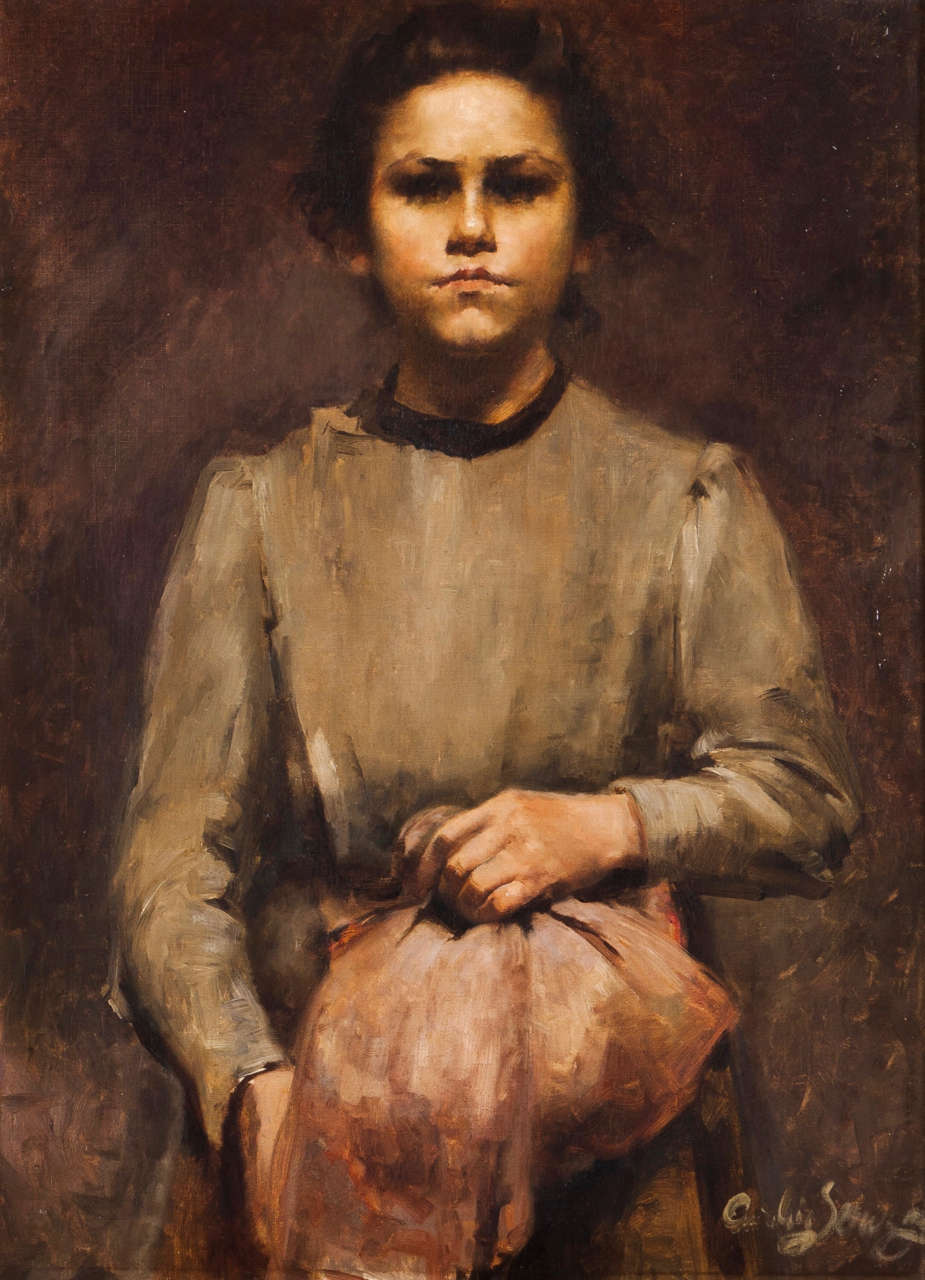
少女像(1910年代)
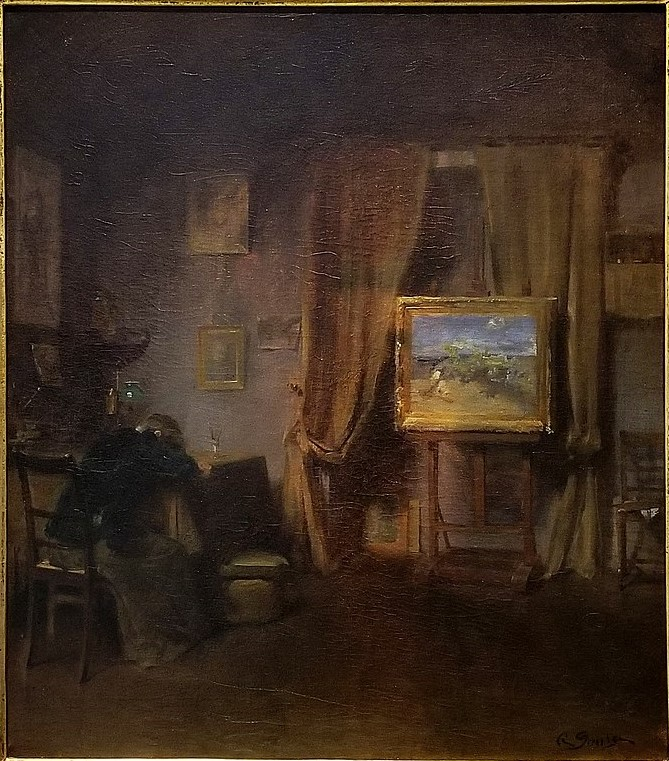
アトリエ
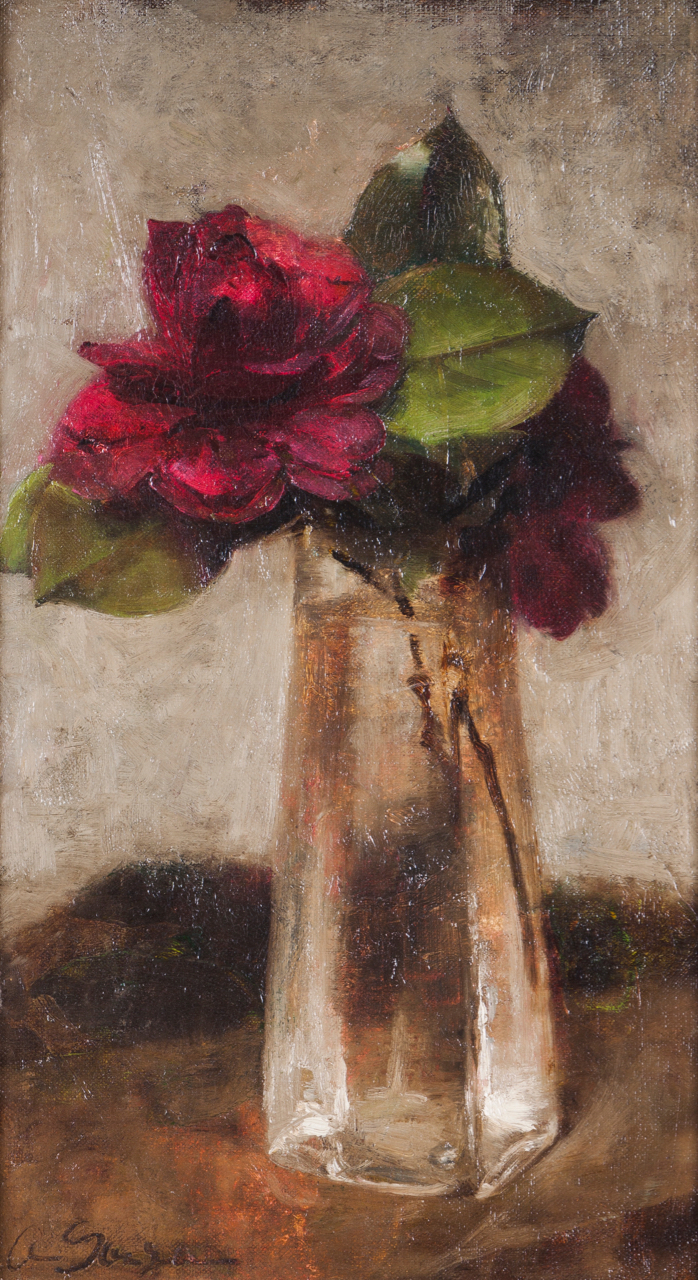
花瓶と花
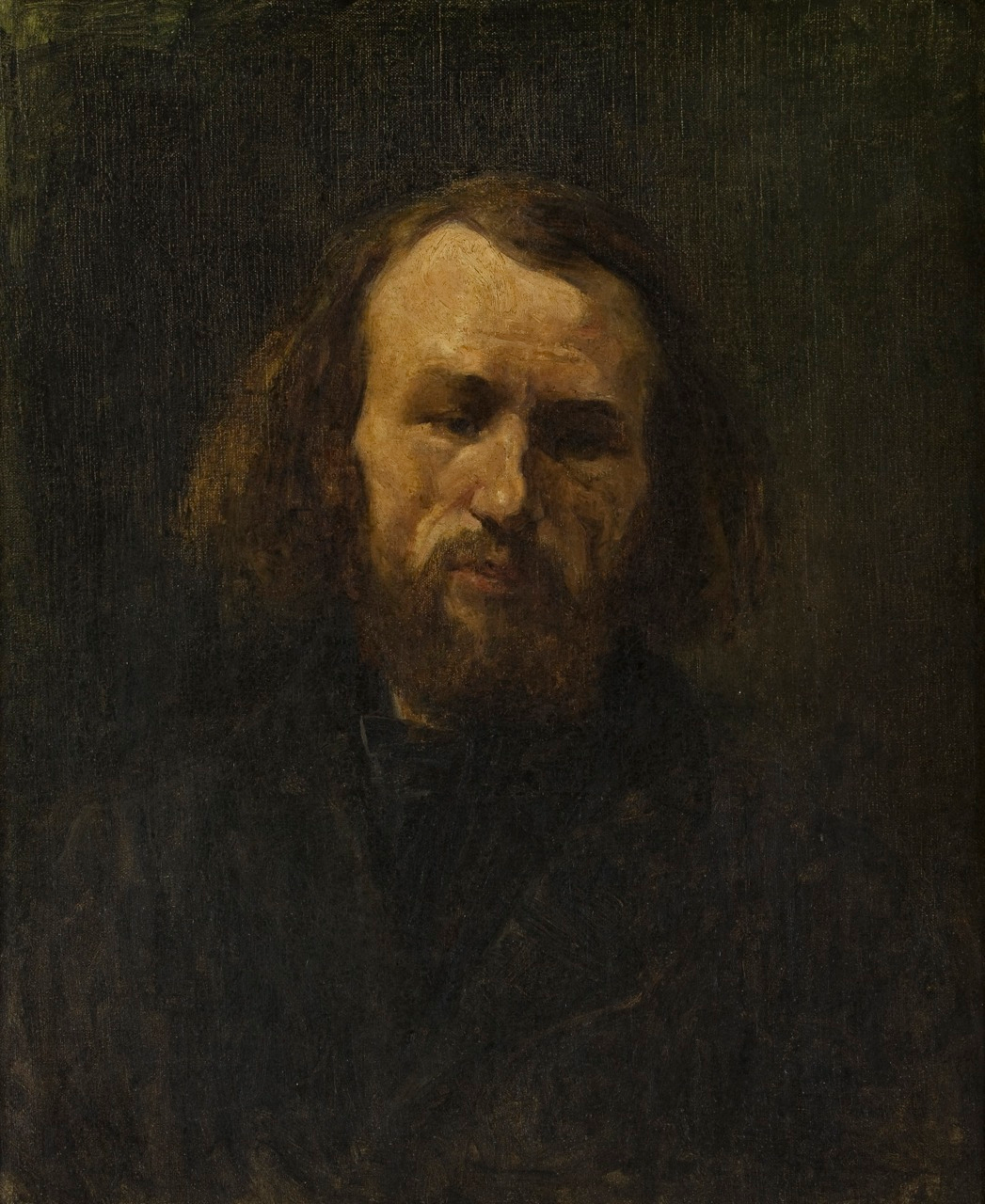
無題